# Подписной индекс
Подписной и́ндекс —- условное цифровое обозначение периодического издания (газета, журнал) присваиваемое распространителем  и издателем подписных каталогов.
Информация о периодическом печатном издании доводится до сведения подписчиков редакциями, издателями и распространителями путём издания каталогов  периодических  печатных  изданий,  через  средства массовой информации, при помощи рекламы и другими способами. Распространитель присваивает периодическим печатным изданиям подписные индексы и издает каталоги с указанием этих индексов.

## Применение
В каталогах разных распространителей, в основном, различные правила по оформлению и размещению подписного индекса.
В большинстве каталогов подписной индекс состоит из 5 цифр, следует за названием печатного издания. В каталоге размещается название издания, краткая аннотация, периодичность выхода, подписной индекс:
«Очистка. Окраска» 

Информация о новейших достижениях в области защиты поверхностей и методах борьбы с коррозией в судостроительной, металлургической, нефтегазодобывающей, нефтехимической и других отраслях промышленности, в энергетике, строительстве, на железнодорожном транспорте и т.д. 11 номеров в год. 
Подписной индекс по объединенному каталогу «Пресса России» — 43084
Подписку на периодические издания можно оформить в любом отделении почтовой связи России, странах СНГ и Балтии по объединенному каталогу ПРЕССА РОССИИ, Официальному каталогу Почты России "Подписные издания" или агентства «Роспечать». Для оформления подписки необходимо знать подписной индекс журнала или найти его в каталоге по названию.